# Löbenicht

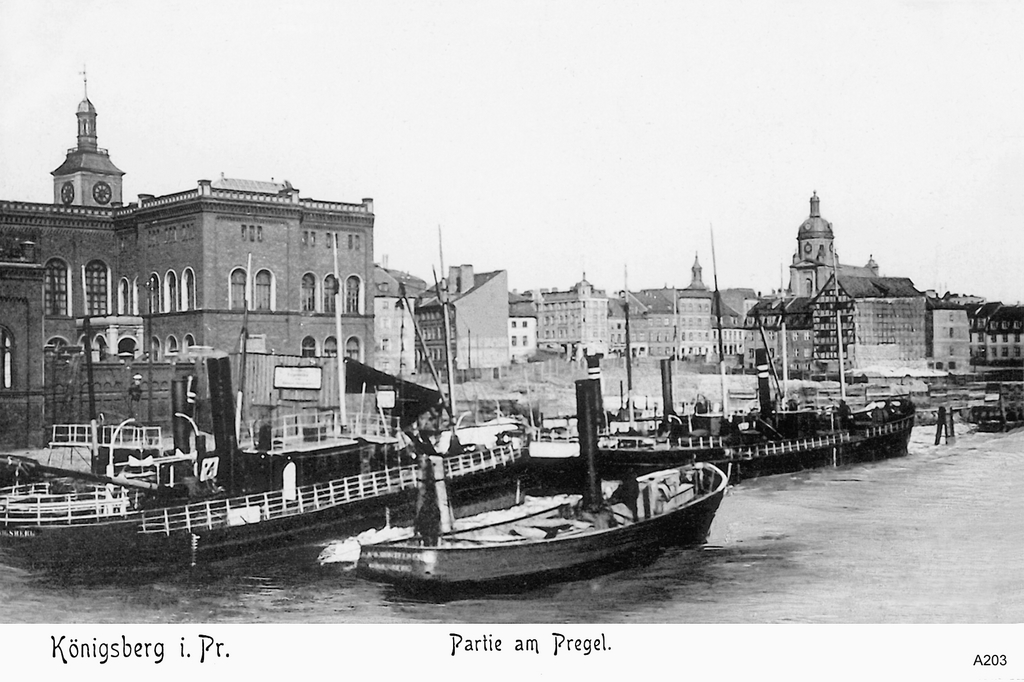
Vue de Löbenicht depuis la Pregel, y compris son église et son gymnase, ainsi que la Propsteikirche à proximité

Löbenicht (lituanien : Lyvenikė ; polonais : Lipnik ; russe : Лёбенихт) est un quartier du centre de Königsberg, en Allemagne. 
Au Moyen Âge, c'était la plus faible des trois villes qui composaient la ville de Königsberg, les autres étant Altstadt et Kneiphof. Son territoire fait maintenant partie du district de Leningradsky de Kaliningrad, en Russie.

## Histoire

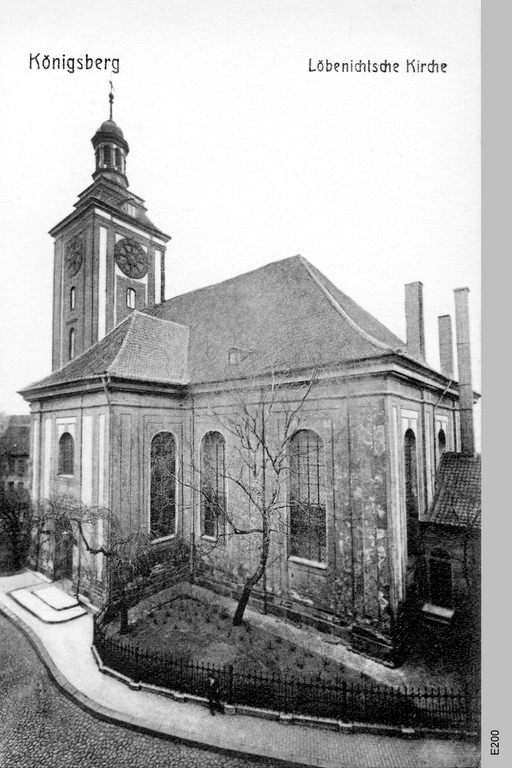
Église de Löbenicht en 1908

### Histoire ancienne
Le prédécesseur de Löbenicht était le vieux village de pêcheurs prussien Lipnick (également Liepenick et Lipnicken, qui signifie village marécageux) avec son port Lipza qui a été conquis par les chevaliers teutoniques lors de la conquête de la Sambie en 1255. Bien qu'une première colonie allemande au nord-ouest du château de Königsberg ait été détruite pendant le siège de Königsberg en 1262, l'Altstadt (terme allemand pour vieille ville) au sud du château a obtenu les droits de Kulm en 1286. À la fin du XIIIe siècle, la colonie s'était étendue à l'est d'Altstadt jusqu'à Lipnick. Altstadt et la nouvelle colonie d'artisans et d'agriculteurs ont été divisés par le Lebo ou Löbe, plus tard connu sous le nom de Katzbach, un ruisseau allant de l'étang du château à la rivière Pregel. Le Komtur Berthold Brühaven, originaire de Königsberg, a attribué le nouveau règlement de la ville de Kulm en 1300. Bien qu'elle ait été citée en 1299 sous le nom de Nova civitas (Neustadt, nouvelle ville), elle était connue sous le nom de Löbenicht en 1338. La troisième ville de Königsberg, Kneiphof, a été fondée en 1327. Chaque ville avait sa propre charte, ses droits de marché, son église et ses fortifications.
Löbenicht était la moins puissante des trois villes de Königsberg; contrairement à Kneiphof, Löbenicht n'était pas un rival d'Altstadt. Les petites banlieues de Löbenicht étaient Freiheiten et Anger à l'est et Stegen au sud-est. Ces quartiers ont été accordés à Löbenicht par le grand maître Frédéric de Saxe en 1506. Les entrepôts et les terres agricoles de Löbenicht étaient situés à Anger (voir aussi Lastadie (en)),. Stegen, (ou Steegen), à l'origine utilisé pour le bois d'œuvre, est devenu le Neuer Markt (nouveau marché). Les villages et domaines périphériques éventuellement contrôlés par Löbenicht comprenaient Ponarth (de), Maraunen (de), Quednau (de), Radnicken et l'usine de tuiles près de l'étang supérieur (de). Outre Anger et Stegen, Löbenicht était bordée par Burgfreiheit (de) au nord, Rossgarten (de) au nord-est, Neue Sorge (de) à l'est, Sackheim (de) au sud-est et Altstadt à l'ouest.

### Guerre de treize ans
Altstadt et Kneiphof ont envoyé des représentants à la Confédération prussienne en 1440, mais pas Löbenicht. En tant que membres de la Confédération, les villes de Königsberg se sont rebellées contre les chevaliers teutoniques le 4 février 1454 au début de la guerre de Treize ans et se sont alliées avec le roi de Pologne Casimir IV Jagellon. La rébellion de Königsberg était soutenue par la classe marchande et dirigée par le Bürgermeister d'Altstadt, Andreas Brunau. Sur la base de l'exemple de Dantzig, Brunau espérait faire de Königsberg une ville autonome avec un contrôle sur toute la Sambie. Le 19 juin, le Bürgermeister de Löbenicht, Hermann Stulmacher, a rendu hommage au chancelier polonais Jan Taszka Koniecpolski. Cependant, Brunau perd le soutien d'Altstadt et de Löbenicht le 24 mars 1455 en raison de l'opposition spontanée des artisans et des travailleurs, les rebelles se retirant à Kneiphof. Löbenicht a soutenu Plauen et Altstadt pendant le siège du Kneiphof. La ville insulaire s'est rendue au Komtur Heinrich Reuß von Plauen le 14 juillet.

### Histoire postérieure

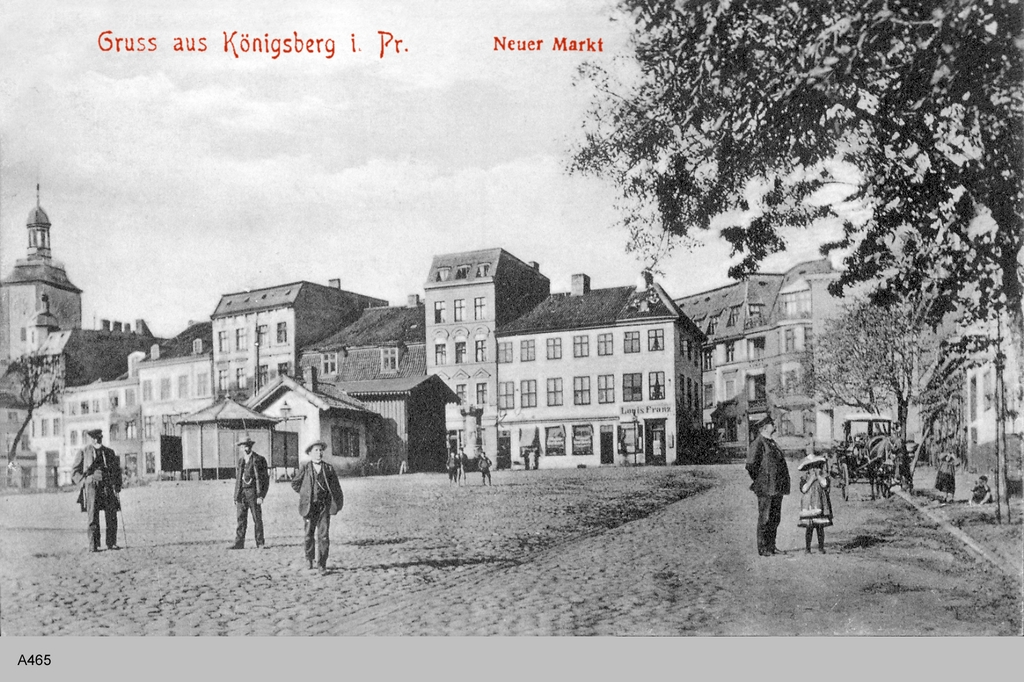
Vue sur l'église Neuer Markt et Löbenicht

Löbenicht fait partie du Royaume de Prusse en 1701. La même année, les trois villes résistent aux efforts de Burgfreiheit pour former une quatrième ville proposée, Friedrichsstadt. Par le Rathäusliche Reglement du 13 juin 1724, le roi Frédéric-Guillaume Ier de Prusse a fusionné Altstadt, Löbenicht, Kneiphof et leurs banlieues respectives dans la ville unie de Königsberg. Le château de Königsberg et sa banlieue restèrent séparés jusqu'à la Städteordnung (de) d'Heinrich-Friedrich Karl vom Stein, le 19 novembre 1808, à l'époque des réformes prussiennes. Une grande partie de Löbenicht, y compris son église, son école et son hôpital, a brûlé dans un incendie généralisé le 11 novembre 1764 et a dû être reconstruite.
Löbenicht a été lourdement endommagé lors du bombardement de Königsberg en 1944 et de la bataille de Königsberg en 1945 pendant la Seconde Guerre mondiale. Les bâtiments qui ont survécu à la guerre ont ensuite été démolis par l'administration soviétique à Kaliningrad.

## Bâtiments

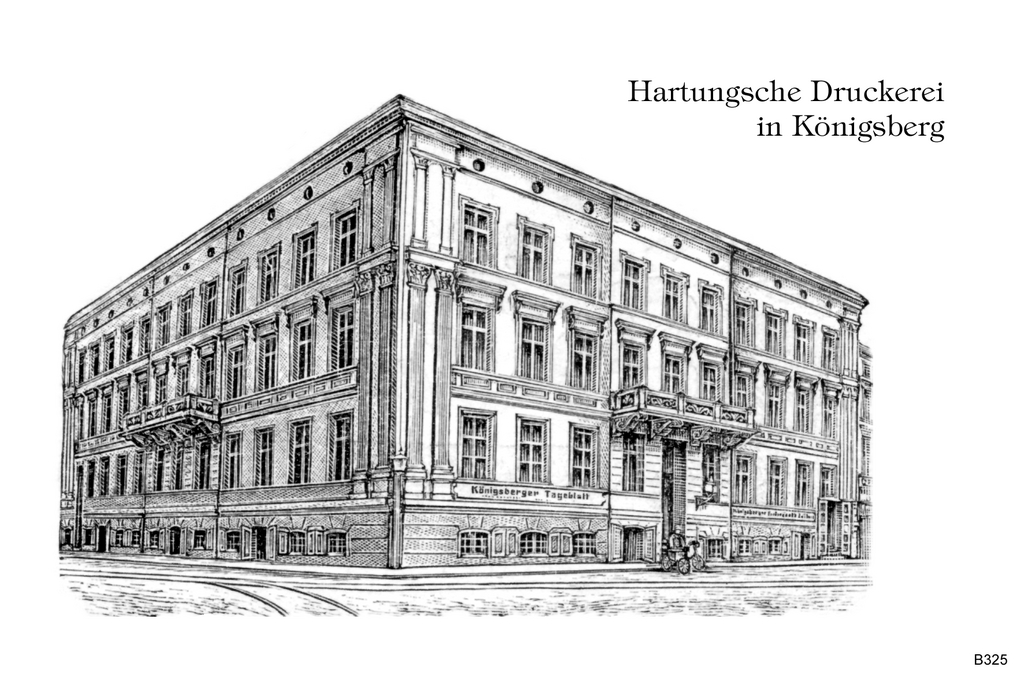
L'éditeur Hartung'sche Verlagsdruckerei était basé dans l'ancien hôtel de ville de Löbenicht de 1876 à 1906

La mairie de Löbenicht a ensuite été utilisée par Hartung Verlag, l'un des plus grands éditeurs de journaux de la ville. L'église protestante de Löbenicht remonte au XIVe siècle et a été reconstruite dans le style rococo au XVIIIe siècle. L'école secondaire du quartier était le Löbenicht Realgymnasium, également connu sous le nom de Städtisches Realgymnasium.
En 1531, un couvent à Löbenicht a été transformé en hôpital, qui a duré jusqu'au grand incendie de 1764. Le grand hôpital de Löbenicht reconstruit a été inauguré en 1772. Il se détériorait cependant au XXe siècle et fut démantelé en 1903. La troisième incarnation de l'hôpital de Löbenicht a été construite non pas à Löbenicht, mais sur la Heidemannstraße près de la porte de Sackheim dans l'est de Sackheim.
La plupart des brasseries de Königberg étaient situées à Löbenicht au XIXe siècle, mais au XXe siècle, elles avaient été remplacées par de plus grandes brasseries à Ponarth (de), Schönbusch (de) et Wickbold (de).